# Sidsjö-Böle IF
Sidsjö-Böle IF (utläses Sidsjö-Böle Idrottsförening, förkortas SBIF ) är en svensk fotbollsklubb belägen i stadsdelen Sidsjö i Sundsvall. Sidsjö Böle bildades den 20 augusti 1957. 

## Bakgrund
Sidsjö-Böle IF spelar för närvarande i Division 5 Medelpad som är den sjunde nivån i svensk fotboll (säsongen 2025). De spelar sina hemmamatcher på Sidsjövallen i Sundsvall. Klubben är ansluten till Medelpads Fotbollförbund.